# 黎大綱
黎大綱（越南语：／，1771年—1847年），越南阮朝官員。平定省綏福縣人。歷仕嘉隆、明命、紹治三朝。
在1802年至1842年期間，黎大綱歷任各地總鎮、總督職務，以及尚書、參贊大臣等。
1834年，阮朝同暹羅在高棉交戰。阮朝軍隊擊敗暹羅軍，佔據高棉。時任安江巡撫的黎大綱進駐南榮城（今金邊），挾持國王安贊二世（匿螉禛）對抗暹羅。黎大綱與張明講奉命監督高棉內政。同年安贊二世病死無子，二人代理國事，立安贊二世之女安眉為傀儡國王。
1836年，65歲的黎大綱請求退休，被明命帝拒絕。高棉人因為張明講的暴政而起義，黎大綱也受到指責和罷免。1841年，新繼位的紹治帝重新啟用了他，擔任河內布政使。一年後請求致仕，獲得紹治帝允許。1847年卒於家鄉。